# 長田観音
長田観音（ながたかんのん）は、和歌山県紀の川市にある真言宗山階派の寺院。山号は如意山。本尊は如意輪観音。正式名称は厄除観音寺といい、長田観音は通称である。

## 歴史
延喜21年（921年）に念仏上人により開創されたとする。如意山厄除観音寺の寺名と今に伝わる御詠歌は、宇多天皇が退位して出家して法皇（寛平法皇）になられた際に法皇より賜ったものであるという。
壮大な伽藍を誇っていたが、天正13年（1585年）に羽柴秀吉による紀州征伐で焼き討ちされて全焼した。しかし、本尊のみは助け出され、後に草堂が造られるとそこに安置された。
元和8年（1622年）に諸国巡礼をしていた薩摩国の沙門道誉尊者が、この草堂を見て深く歎くと当寺の再興に尽力し、新たに仏堂が再建された。
寛永元年（1624年）紀州藩主徳川頼宣が厄除祈願のために当寺に参詣すると、頼宣は自ら約1キロほど南にある現在地を選定して当寺にその地を寄進した。当寺はその地に移転すると紀州藩の永世厄除祈願寺に任じられ、寛永3年（1626年）には本堂が再建されてその他の堂舎も復興された。また、寺の格式も他の寺院とは別なものとされ、地名も別の所という意味で付近一帯は別所（べっしょ）と名づけられた。こうして旧長田庄に境内を構えたことから、通称として長田観音と呼ばれるようになった。
天保年間（1830年 - 1844年）に紀州藩主徳川斉順の寄進により三重塔が建立されたが、1961年（昭和36年）9月16日の第2室戸台風で倒壊した。
本尊の如意輪観音は霊験高く一般に「厄除観音」または「厄観音」と呼ばれている。初午や二ノ午には多くの参拝客で賑わう。

## 境内
- 本堂 - 1916年（大正5年）再建。
- 薬師堂
- 四国八十八箇所石仏群
- 寺務所
- 庫裏
- 鐘楼 - 梵鐘の撞座（つきざ）は通常は蓮華文であるが、この梵鐘は紀州藩の三つ葉葵紋となっている。
- 稲荷社
- 春日社
- 慰霊堂
- 弁財天社
- 茶所
- 大門（仁王門） - 鉄筋コンクリート構造。現代風の造りである。安置されている仁王像は紀州藩主が将軍徳川綱吉の厄除のために寄進したもの。

## アクセス
- JR和歌山線 紀伊長田駅 より徒歩3分